# Karlstad (Minnesota)
Karlstad es una ciudad ubicada en el condado de Kittson en el estado estadounidense de Minnesota. En el Censo de 2010 tenía una población de 760 habitantes y una densidad poblacional de 191,91 personas por km².

## Geografía
Karlstad se encuentra ubicada en las coordenadas 48°34′41″N 96°30′58″O / 48.57806, -96.51611. Según la Oficina del Censo de los Estados Unidos, Karlstad tiene una superficie total de 3.96 km², de la cual 3.95 km² corresponden a tierra firme y (0.13%) 0.01 km² es agua.

## Demografía
Según el censo de 2010, había 760 personas residiendo en Karlstad. La densidad de población era de 191,91 hab./km². De los 760 habitantes, Karlstad estaba compuesto por el 99.08% blancos, el 0.26% eran afroamericanos, el 0.13% eran amerindios, el 0.26% eran asiáticos, el 0% eran isleños del Pacífico, el 0% eran de otras razas y el 0.26% pertenecían a dos o más razas. Del total de la población el 0.39% eran hispanos o latinos de cualquier raza.